# Paraneopsylla longisinuata
Paraneopsylla longisinuata är en loppart som beskrevs av Liu Chiying, Tsai Liyuen et Wu Wenching 1974. Paraneopsylla longisinuata ingår i släktet Paraneopsylla och familjen mullvadsloppor. Inga underarter finns listade i Catalogue of Life.